# جان میلنور
جان میلنور (انگلیسی: John Milnor؛ زاده ۲۰ فوریهٔ ۱۹۳۱) ریاضی‌دانِ آمریکاییِ متخصّص در توپولوژی دیفرانسیل و نظریّهٔ سیستم‌های دینامیکی ست.
وی همچنین برنده جوایزی همچون مدال فیلدز شده‌است. از کارهای مهم او کشف ساختارهای دیفرانسیل غیر هم ارز با ساختار دیفرانسیل استاندارد، روی کره ۷ بعدی است (exotic structure) این کشف نشان داد که دنیای خمینه‌های هموار متفاوت از دنیای خمینه‌های توپولوژیک است و سر آغاز تحقیقات گسترده‌ای در نیمه دوم قرن بیستم شد که حوزه وسیعی از توپولوژی به نام توپولوژی دیفرانسیل را تشکیل داد.

## آثار
جان میلنر، توپولوژی از دیدگاه حساب دیفرانسیل، ترجمهٔ سیاوش شهشهانی، مؤسسهٔ انتشارات علمی دانشگاه صنعتی شریف، ۱۳۵۸.